# Crash! Boom! Bang! (Album)
Crash! Boom! Bang! ist das fünfte Studioalbum des schwedischen Popduos Roxette, das im April 1994 erschien.

## Entstehung und Veröffentlichung
Die Erstveröffentlichung von Crash! Boom! Bang! erfolgte am 8. April 1994 bei EMI Music. Das Album erschien in seiner Originalausführung als CD, MC sowie LP mit 15 Titeln (Katalognummern: 828727-2/-4/-1).
Am 6. Dezember 2024 erschien das Album bei Warner Music erneut als LP-Ausführung (Katalognummer: 502173248247).
Geschrieben wurden alle Lieder alleine von Roxette-Mitglied Per Gessle, während Clarence Öfwerman für die Produktion aller Lieder verantwortlich zeichnete.

## Titelliste
1. Harleys & Indians (Riders in the Sky) – 3:45
2. Crash! Boom! Bang! – 5:02
3. Fireworks – 3:58
4. Run to You – 3:39
5. Sleeping in My Car – 3:46
6. Vulnerable – 5:01
7. The First Girl on the Moon – 3:02
8. Place Your Love – 3:08
9. I Love the Sound of Crashing Guitars – 4:48
10. What’s She Like? – 4:14
11. Do You Wanna Go the Whole Way? – 4:09
12. Lies – 3:34
13. I’m Sorry – 3:14
14. Love Is All (Shine Your Light on Me) – 6:45
15. Go to Sleep – 3:59

## Rezensionen
Bryan Buss von Allmusic befand, dass Per Gessle und Marie Fredriksson auf dem Album mehr rocken als auf ihren anderen popfreundlicheren Alben: "On Crash! Boom! Bang! Per Gessle and Marie Fredriksson rock harder than on their pop-friendly albums ..." Er gab zwei von fünf Sternen.

## Kommerzieller Erfolg

### Chartplatzierungen
| ChartsChartplatzierungen     | Höchstplatzierung | Wochen |
| ---------------------------- | ----------------- | ------ |
| Deutschland (GfK)            | 2 (41 Wo.)        | 41     |
| Österreich (Ö3)              | 3 (26 Wo.)        | 26     |
| Schweden (GLF)               | 1 (26 Wo.)        | 26     |
| Schweiz (IFPI)               | 1 (27 Wo.)        | 27     |
| Vereinigtes Königreich (OCC) | 3 (16 Wo.)        | 16     |

| ChartsJahrescharts (2022)    | Platzierung |
| ---------------------------- | ----------- |
| Deutschland (GfK)            | 9           |
| Österreich (Ö3)              | 9           |
| Schweden (GLF)               | 5           |
| Schweiz (IFPI)               | 8           |
| Vereinigtes Königreich (OCC) | 76          |

### Verkaufszahlen und Auszeichnungen
| Land/Region                  | Auszeichnungen für Musikverkäufe (Land/Region, Auszeichnung, Verkäufe) | Verkäufe  |
| ---------------------------- | ---------------------------------------------------------------------- | --------- |
| Deutschland (BVMI)           | Platin                                                                 | (500.000) |
| Europa (IFPI)                | Platin                                                                 | 1.000.000 |
| Finnland (IFPI)              | Platin                                                                 | (40.406)  |
| Japan (RIAJ)                 | Gold                                                                   | 100.000   |
| Niederlande (NVPI)           | Gold                                                                   | 50.000    |
| Österreich (IFPI)            | Platin                                                                 | (50.000)  |
| Polen (ZPAV)                 | Gold                                                                   | (50.000)  |
| Schweden (IFPI)              | Platin                                                                 | (100.000) |
| Schweiz (IFPI)               | Platin                                                                 | (50.000)  |
| Spanien (Promusicae)         | Platin                                                                 | (100.000) |
| Vereinigtes Königreich (BPI) | Gold                                                                   | (100.000) |
| Insgesamt                    | 4× Gold · 7× Platin ·                                                  | 1.150.000 |

Hauptartikel: Roxette/Auszeichnungen für Musikverkäufe